# La Fundición, delstaten Mexiko
La Fundición är en ort i Mexiko, tillhörande kommunen Donato Guerra i sydvästra delen av delstaten Mexiko. Orten hade 173 invånare vid folkräkningen 2010.